# Warszawa Lotnisko Chopina
Warszawa Lotnisko Chopina – przystanek osobowy znajdujący się na terenie warszawskiej dzielnicy Włochy w części podziemnej Lotniska Chopina. Przystanek jest częścią infrastruktury stacji kolejowej Warszawa Okęcie, w całości obsługiwanej z nastawni OKL. Umożliwia dojazd pociągiem z Lotniska Chopina do centrum miasta (stacje Warszawa Śródmieście i Warszawa Centralna). Przystanek w stanie surowym został wybudowany w 2008.

## Opis
Otwarcie przystanku nastąpiło 1 czerwca 2012, przed Euro 2012. Obsługiwany jest przez dwóch przewoźników – Szybką Kolej Miejską sp. z o.o. oraz Koleje Mazowieckie-KM sp. z o.o.
W wyniku zakończonej w 2015 przebudowy starej części terminala powstało przejście podziemne łączące stację bezpośrednio z halą przylotów lotniska.

## Połączenia
| Przewoźnik         | Linia | Trasa                                                                |
| ------------------ | ----- | -------------------------------------------------------------------- |
| SKM Warszawa       | S2    | Sulejówek Miłosna – Warszawa Śródmieście – Warszawa Lotnisko Chopina |
| SKM Warszawa       | S3    | Legionowo – Warszawa Centralna – Warszawa Lotnisko Chopina           |
| Koleje Mazowieckie | RL    | Modlin – Warszawa Centralna – Warszawa Lotnisko Chopina              |

W roku 2022 wymiana pasażerska na przystanku wyniosła 5,8 tys. dziennie, co dało mu 65. miejsce w Polsce.

## Komunikacja miejska
Do przystanku można dojechać autobusami komunikacji miejskiej. Autobusy przyjeżdżające na lotnisko zatrzymują się na górnym poziomie terminala (przy hali odlotów) oraz przy terminalu autokarowym, a po wysadzeniu pasażerów odjeżdżają na przystanek techniczny zlokalizowany poza terminalem. Autobusy odjeżdżające z lotniska zabierają pasażerów z dolnego poziomu terminala (przy hali przylotów) oraz z przystanku za terminalem autokarowym.

## Galeria

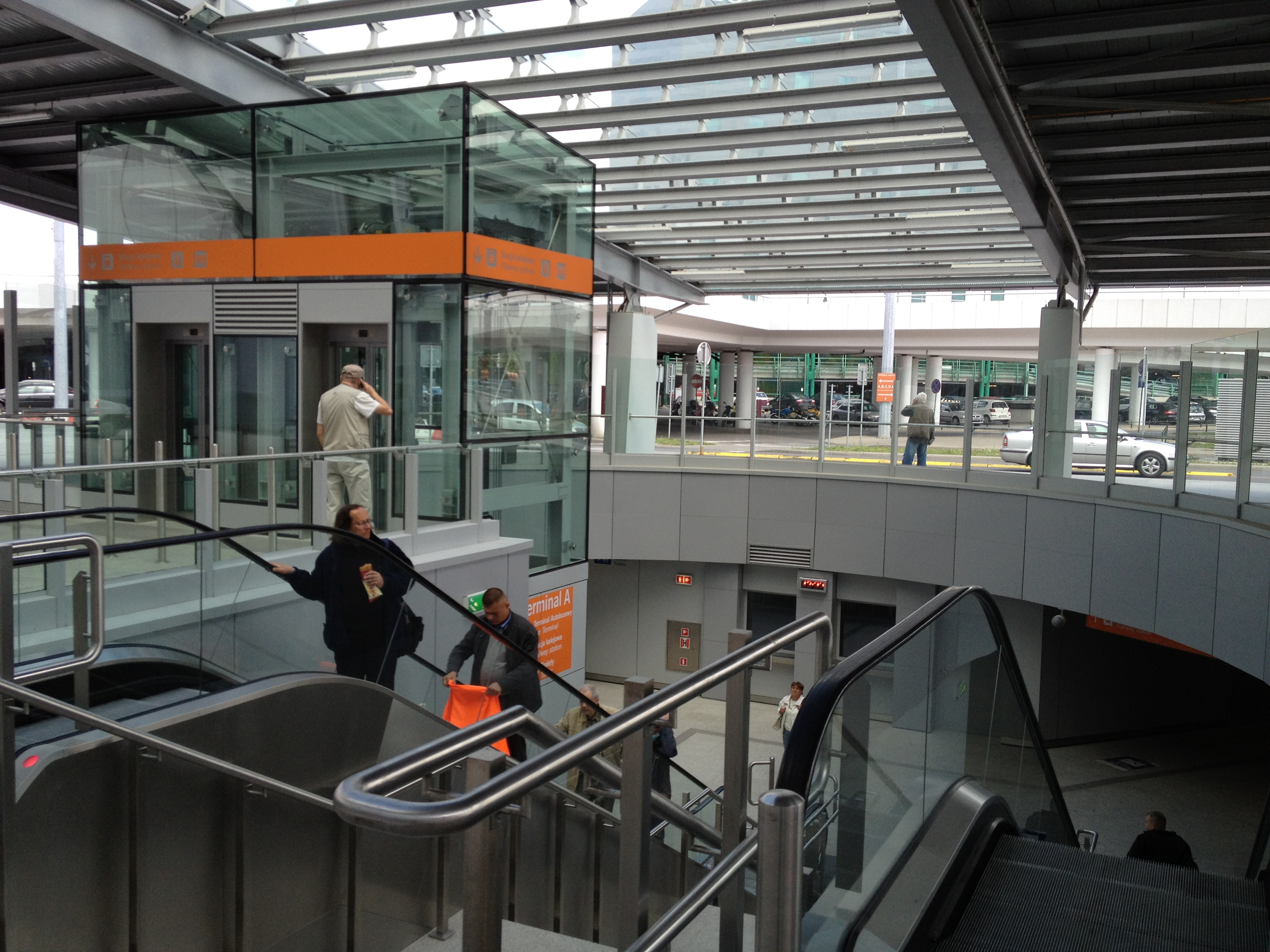
Wejście na przystanek
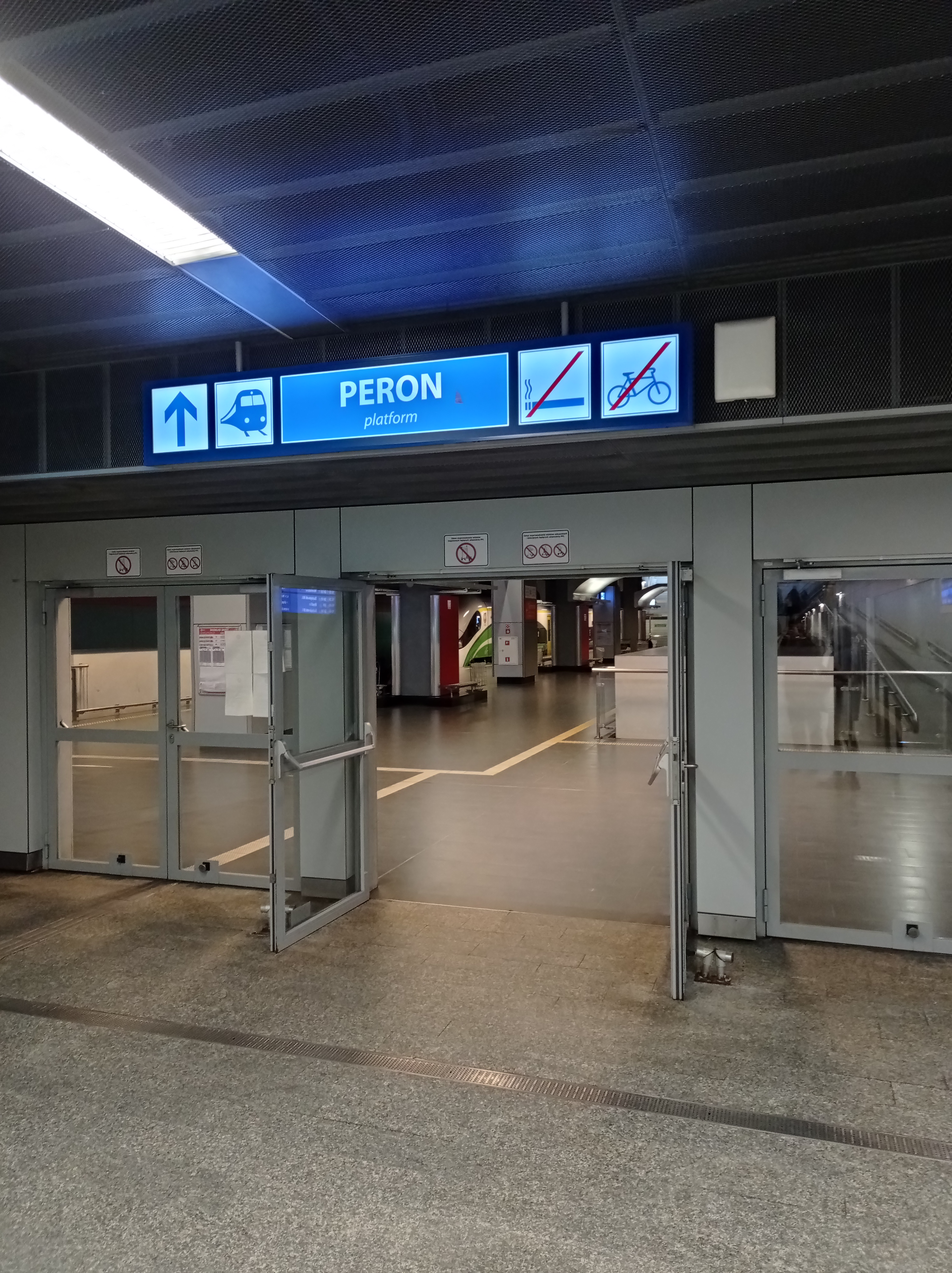
Wejście na przystanek Warszawa Lotnisko Chopina.
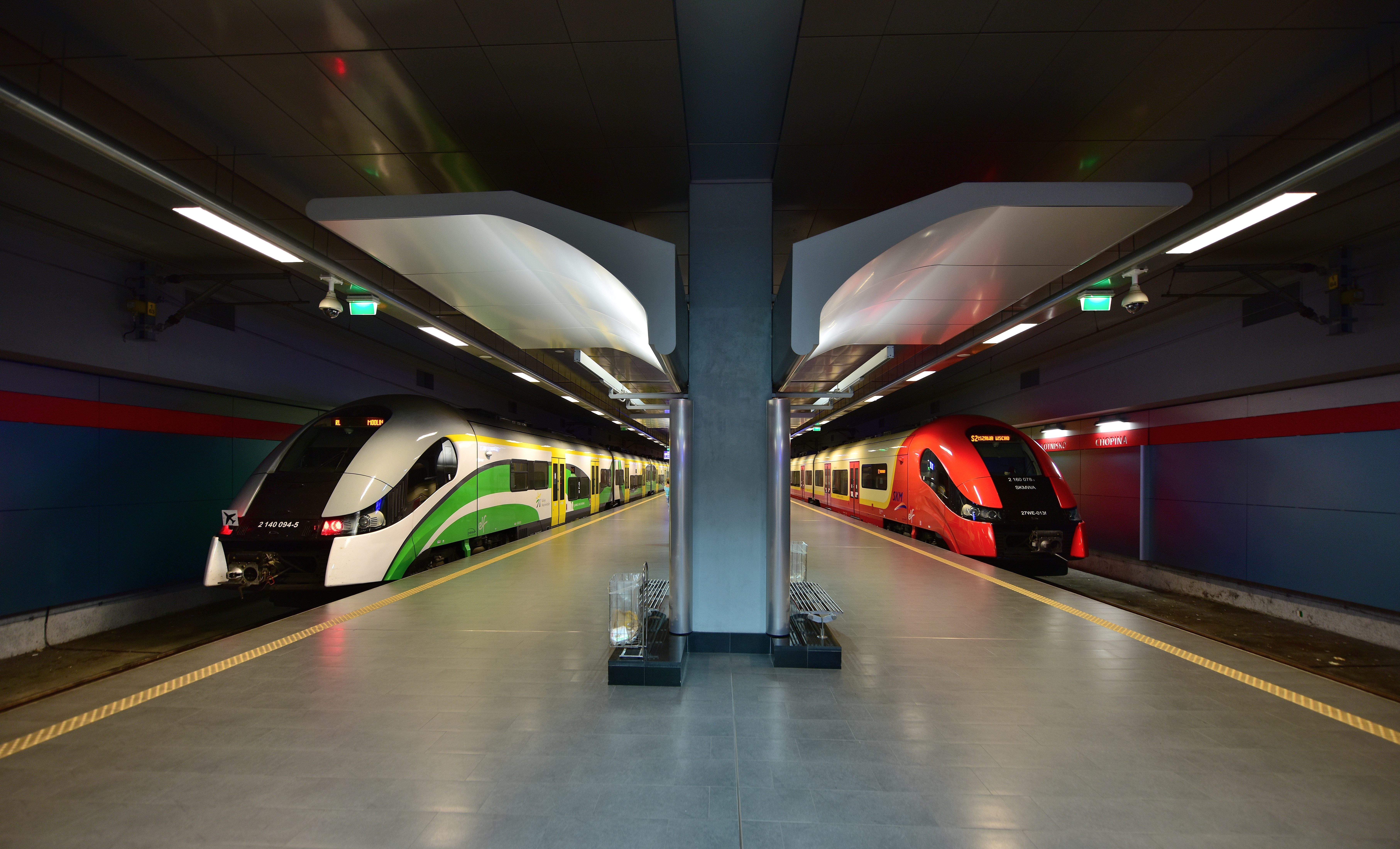
Peron przystanku
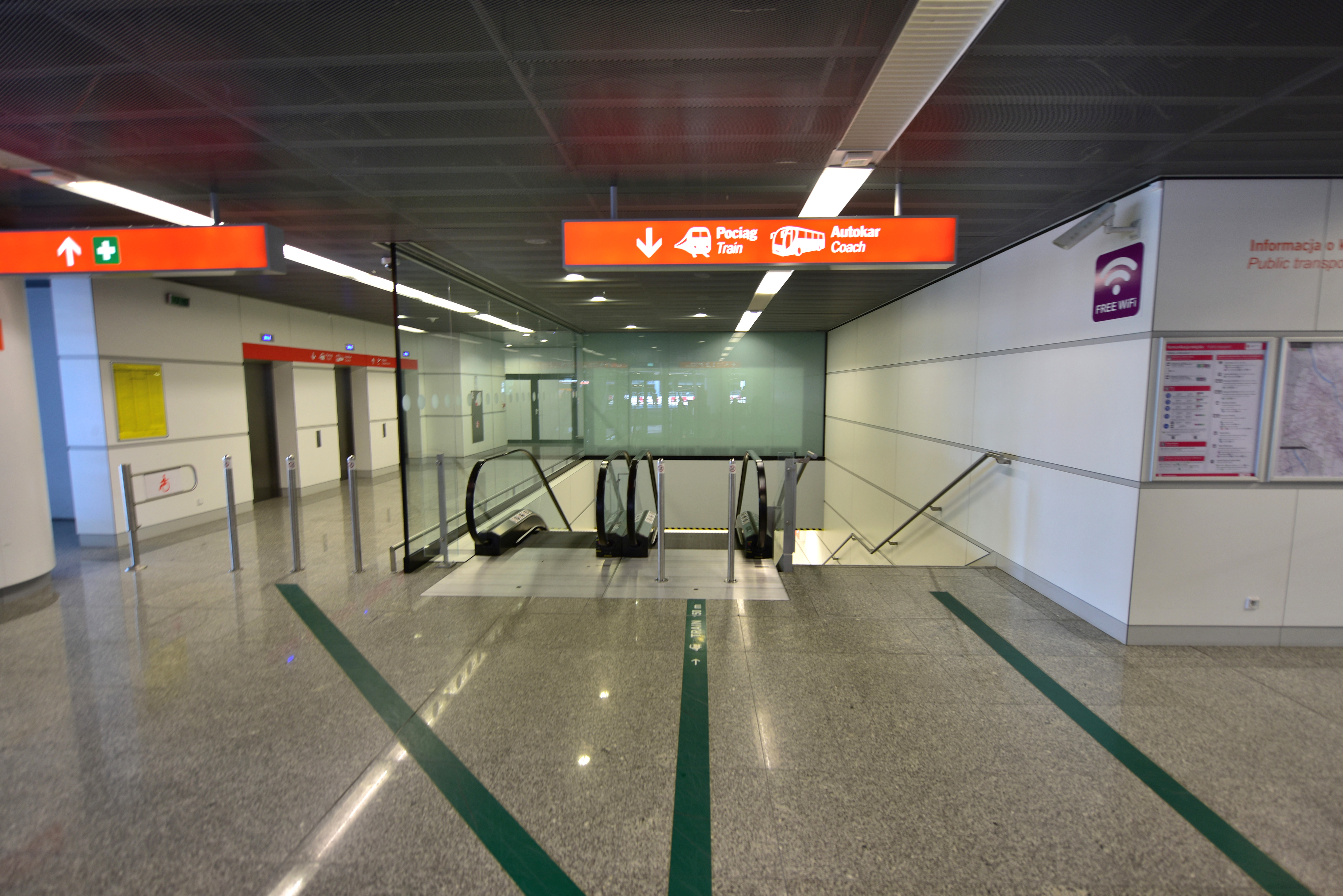
Przejście do przystanku z terminalu Lotniska Chopina
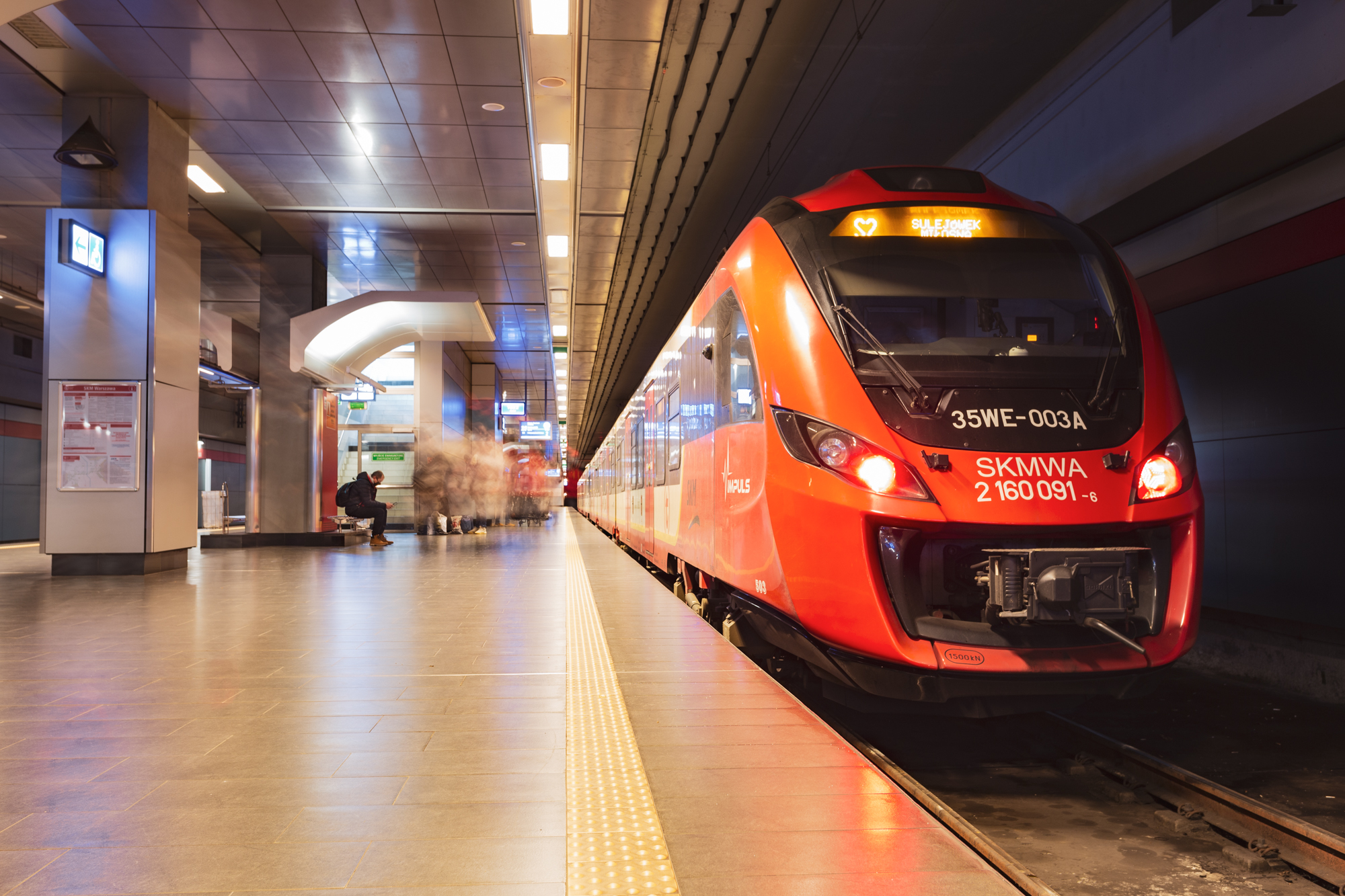
Pociąg 35WE Szybkiej Kolei Miejskiej na peronie przystanku